# Ponent Mon
Ponent Mon va ser una editorial de còmics amb seu a Rasquera (Tarragona) Va ser fundada per Amiram Reuveni i Paco Camarasa l'any 2003.
Va publicar unes obres interessants d'autors de la tendència coneguda com a La Nouvelle Manga, un encreuament de la tradició europea d'historieta amb els exponents més adults del manga japonès i que tenia en Frédéric Boilet o Nicolas de Crécy alguns dels seus màxims exponents. D'ençà, el seu ventall s'ha obert i ha editat també autors d'altres estils, com Patrick Prugne, bona part dels treballs d'un dels inspiradors del gènere, Jiro Taniguchi, les obres de ninotaires japonesos d'avantguarda com Hideo Yamamoto o clàssics del còmic nord-americà com el Cerebus de Dave Sim. La gran majoria del fons editorial és en castellà. Va editar l'any 2007 el volum Barri Llunyà de Jiro Taniguchi en català.